# 沃班 (麻薩諸塞州)
沃班（英語：Waban）是位於美國麻薩諸塞州米德爾塞克斯縣的一個非建制地區。

## 地理
沃班所處的海拔為高於海平面44米（即144英呎），而該地所採用的時區為UTC-5，即北美东部時區（EST）。同時該地設有夏令時間，為UTC-5調快一小時，即UTC-4（EDT）。